# Zeluroides
Zeluroides är ett släkte av insekter. Zeluroides ingår i familjen rovskinnbaggar.
Kladogram enligt Catalogue of Life:
| Zeluroides | \| \| Zeluroides americanus \| \| \| \| \| \| Zeluroides mexicanus \| \| \| \| |
|            | \| \| Zeluroides americanus \| \| \| \| \| \| Zeluroides mexicanus \| \| \| \| |
|            | Zeluroides americanus                                                          |
|            |                                                                                |
|            | Zeluroides mexicanus                                                           |
|            |                                                                                |